# Yaa Gyasi
Yaa Gyasi (Mampong, Ghana, 1989) is een Ghanees-Amerikaans schrijfster. Haar achternaam wordt uitgesproken als de Engelse uitspraak van "Jessie".

## Biografie
In 1991 emigreerde het gezin naar de Verenigde Staten, waar haar vader zijn promotie afrondde aan Ohio State University.
Vanaf 1999 woonde het gezin, bestaande uit Gyasi, haar ouders en haar twee boers, in Huntsville (Alabama), waar haar moeder, Sophia Gyasi, verpleegkundige is, en haar vader, Kwaku Gyasi, hoogleraar Frans aan de Universiteit van Alabama in Huntsville, onderdeel van de University of Alabama. Ze waren lid van de Pinksterbeweging. Ze was lid van het kerkkoor en het schoolkoor. Ze woonden in een buurt waar voornamelijk witte mensen woonden, en op de school waar Gyasi heen ging waren de andere leerlingen ook vrijwel allemaal wit.
Haar favoriete televisieprogramma was Reading Rainbow van PBS Kids, met als host de Amerikaanse acteur LeVar Burton. Het eerste verhaal dat ze verstuurde om deel te nemen aan een wedstrijd was voor de Reading Rainbow Young Writers and Illustrators Award. Ze was toen zeven, en voor het verhaal, Just Me And My Dog, ontving ze een certificaat met een handtekening van de acteur.
Ze schreef veel, maar realiseerde zich pas dat schrijver een beroep kon zijn op haar 17e, na het lezen van het boek Song of Solomon (1977) van Toni Morrison, net als zij een zwarte vrouw. Daarnaast heeft Gyasi de schrijvers Gabriel García Márquez, James Baldwin, Edward P. Jones en Jhumpa Lahiri genoemd als inspiratiebronnen.
Aan het eind van het tweede jaar van haar studie aan Stanford-universiteit (2009) bezocht ze voor het eerst na de emigratie Ghana. Ze bezocht ook Cape Coast Castle, een van de forten die voor de slavenhandel gebruikt werden als gevangenis waar gevangenen soms maanden in de kelders verbleven in afwachting van de verscheping naar koloniën in Noord- en Zuid-Amerika. Haar eerste boek, Homegoing, is gebaseerd op de geschiedenis van dat fort en de ideeën die ze daar kreeg. Het gaat over de gevolgen die slavernij en kolonialisme hebben op de moderne maatschappij, en over trauma's die overerfbaar zijn over generaties van nazaten van enerzijds de slaven, en anderzijds de slavenhandelaren.
Ze behaalde haar Bachelor of Arts in Engels aan Stanford, en haar Master of Fine Arts in creatief schrijven aan de Universiteit van Iowa.
Gyasi's werk is ook gepubliceerd in The Guardian, African American Review, Guernica en Granta.
Gyasi woont sinds 2016 in Berkeley, Californië.

## Prijzen
- John Leonard Award van de National Book Critics Circle voor het beste debuut[17][18]
- PEN/Hemingway Award for a first book of fiction[19]
- 5 under 35 Award van de National Book Foundation (2016, geselecteerd door Ta-Nehisi Coates).[11]
- American Book Award voor haar bijdrage aan diversiteit in Amerikaanse literatuur[20]
- Granta Best of Young American Novelists (2017)[21][18][22]
- Vilcek Prize voor Creatieve Beloften in de Literatuur (2020)[23]